# Zevenaar

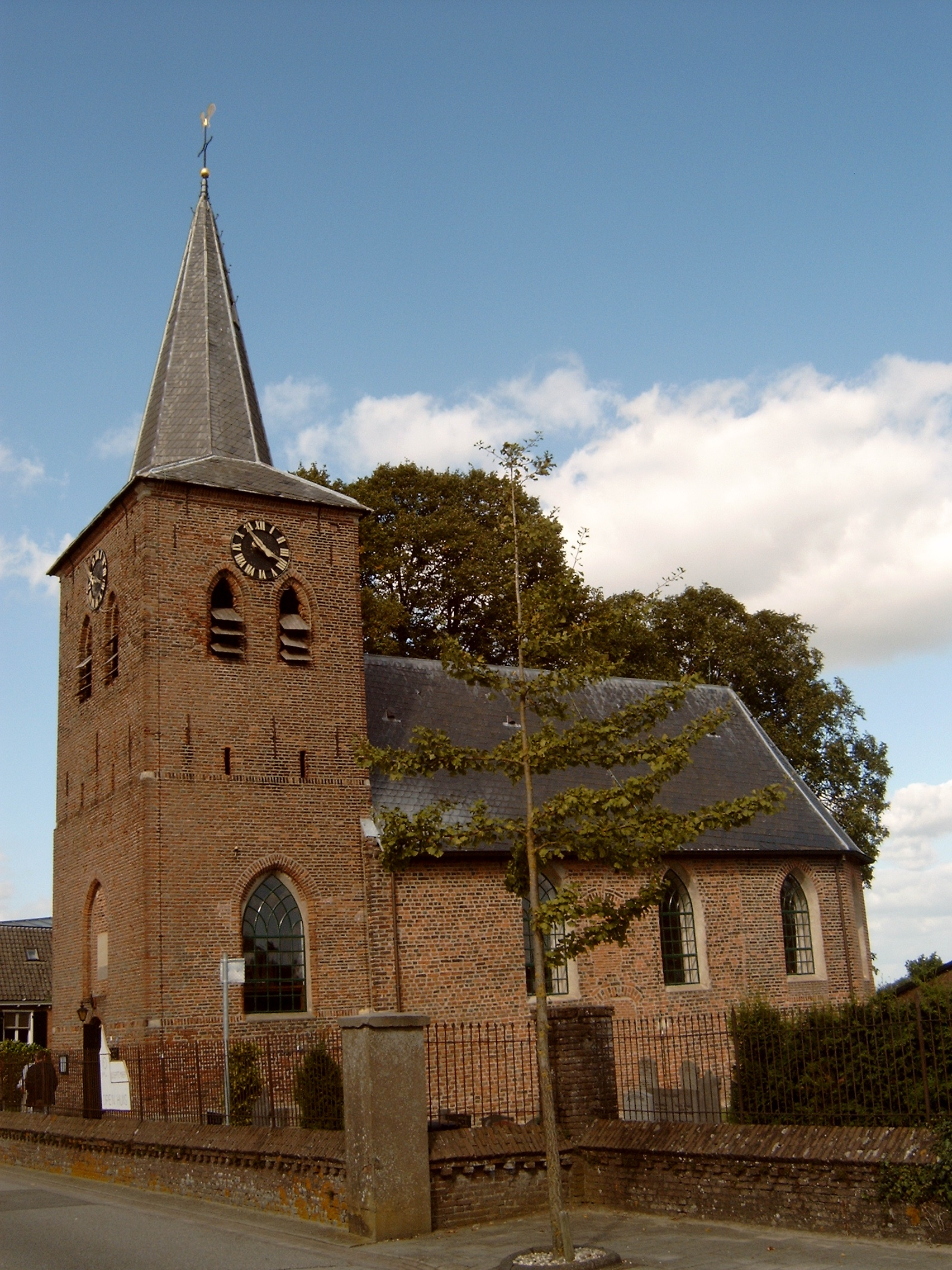
Kyrka i Lathum.

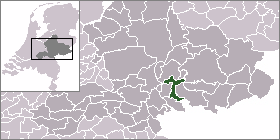
Lägeskarta

Zevenaar är en kommun i provinsen Gelderland i Nederländerna. Kommunens totala area är 57,91 km² (där 4,48 km² är vatten) och invånarantalet är på 31 419 invånare (2005).